# آنوسینالاینولونا
آنوسینالاینولونا (به لاتین: Anosinalainolona) یک منطقهٔ مسکونی در ماداگاسکار است که در مارو-ووآی واقع شده‌است. آنوسینالاینولونا ۴٬۰۰۰ نفر جمعیت دارد و ۷ متر بالاتر از سطح دریا واقع شده‌است.